# 967

## Události
- křest polského knížete Měška

## Narození
- ? – Boleslav Chrabrý, první polský král († 17. června 1025)

## Úmrtí
- 15. července – Boleslav I. Ukrutný, tradicí uváděné datum úmrtí knížete Boleslava (uváděný je však taktéž stejný den roku 972, ke kterému se historikové přiklánějí)

## Hlavy států
- České knížectví – Boleslav I. nebo Boleslav II.
- Papež – Jan XIII.
- Svatá říše římská – Ota I. Veliký
- Anglické království – Edgar
- Skotské království – Dubh – Cuilén
- Polské knížectví – Měšek I.
- Východofranská říše – Ota I. Veliký
- Západofranská říše – Lothar I.
- Uherské království – Takšoň
- První bulharská říše – Petr I. Bulharský
- Byzanc – Nikeforos II.